# Josip Potočnik
JOSIP POTOČNIK (1912-1987)
Slikar iz Ljubljane rojen 4.2.1912 v Celju. Oče je bil rudar ,mama pa je umrla, ko mu je bilo 5 let. Bil je peti od šestih otrok. Šolal se je v Celju, do 16. leta pa je bival v številnih zavodih (Griže, Rokovik, Šentvid...). Pri 18. letih je odšel v Beograd na Akademijo (takrat Akademijo znanosti) na oddelek za umetnost , vendar je ni končal. Vrnil se je v Slovenijo, kjer se je pri dvajsetih letih poročil  z Mežnar Anico.
Ustvarjal in učil se je pri znanem slikarju Ferdu Veselu, ob tem pa je obiskoval tudi večerno šolo. Včlanjen je bil  v društvo umetnikov v Beogradu, razstavljal pa je pri Obusnelu, Kleimu in Kosu. Bil je svobodni samostojni umetnik. Njegov čas svobodnega umetniškega dela se je začel 1. januarja 1930 in je trajal do 31. decembra 1957, ko mu Republiški sekretariat za prosveto in kulturo priznal status umetnika.
ADRIA ART GALLERY
V sodelovanju z Moderno galerijo se odpre nova galerija  v New Yorku. Ta galerija pomeni jugoslovanski prodor na tuje trge in veliko priložnost za vse jugoslovanske slikarje, kiparje in druge upodabljajoče umetnike, kot tudi umetniške oblikovalce.
Zoran Kržiščnik - ravnatelj Moderne galerije naj bi nekoč dejal,  da je ob vrsti velikih mednarodnih nagrad (med njimi tudi Josip Potočnik, nagrajen za svoja dela v Franciji na francoski razstavi umetnikov iz svetovnega prostora) prejetih s strani naših umetnikov, to prvi informativni likovni center za našo umetnost. 
Večina naših umetnikov  se je do otvoritve te galerije  morala zadovoljiti z domačim trgom, le redki posamezniki s poslovno žilico so že pred tem z lastnimi močmi osvajali tuje trge. Z galerijo  je bilo našim umetnikom leta 1967. omogočeno enakovredno uvrščanje med  umetnike tujih narodov. 
Josip Potočnik je aktivno sodeloval z Moderno galerijo, ter veliko razstavljal in prodajal v  galeriji Adria Art Gallery. Motivi, ki jih je posredoval na tuji trg so predstavljali predvsem našo pokrajino, kulturno in naravno dediščino. Med drugim je rad upodabljal; Kamniške planine, Kamniško Bistrico, Martuljkovo skupino, kozolec, breze,...). Njegova specialnost, ki je očarala in bila edinstvena med takratnimi našimi ustvarjalci  je bila miniaturna slika, miniatura naše pokrajine, ki je še danes cenjena med poznavalci.
Ustvarjal je vse do svoje smrti. Njegova dela so poznana po celi bivši državi, doma in v tujini.